# Óskar Jakobsson
Óskar Jakobsson (* 29. Januar 1955) ist ein ehemaliger isländischer Speerwerfer, Kugelstoßer und Diskuswerfer.
Bei den Olympischen Spielen 1976 in Montreal schied er im Speerwurf in der Qualifikation aus. 1978 wurde er bei den Leichtathletik-Europameisterschaften in Prag Elfter im Diskuswurf.
Bei den Olympischen Spielen 1980 in Moskau kam er im Kugelstoßen auf den elften Platz und scheiterte im Diskuswurf ohne gültigen Versuch. 1981 wurde er bei den Leichtathletik-Halleneuropameisterschaften in Grenoble Siebter im Kugelstoßen.

## Persönliche Bestleistungen
- Kugelstoßen: 20,61 m, 5. Juni 1982, Provo
- Diskuswurf: 63,24 m, 28. Juni 1980, Reykjavík
- Speerwurf (altes Modell): 76,32 m, 24. Juli 1977, Sotkamo